# Ян Тирава
Ян Тира̀ва (на полски: Jan Tyrawa) е полски римокатолически духовник, доктор по богословие, викарен епископ на Вроцлавската архиепархия и титулярен епископ на Нова Сина (1988 – 2004), епископ на Бидгошчката епархия от 2004 година.

## Живот
Ян Тирава е роден на 4 ноември 1948 година в село Кужнице Швидницке (днес част от Богушов-Горце), Долни Шльонск, в миньорско семейство. През 1966 година завършва средно образование в Трети общообразователен лицей във Валбжих, след което продължава образованието си във Висшата духовна семинария във Вроцлав. Отбива военната си служба в Шчечин (1967 – 1969).
Ръкоположен е за свещеник на 26 май 1973 година от кардинал Болеслав Коминек, вроцлавски архиепископ. Впоследствие служи като викарий в енорията „Св. св. Станислав и Вацлав“ в Швидница. Защитава докторска дисертация в Люблинския католически университет на тема: „Учението на Войчех Новополчик (1508 – 1559) за Евхаристията“ (на полски: Nauka Wojciecha Nowopolczyka (1508 – 1559) o Eucharystii). От 1980 година работи във Вроцлавската семинария. Там по-късно започва да води лекции по догматично богословие. В периода 1985 – 1986 година е на специализация в Падерборн.
На 24 септември 1988 година папа Йоан Павел II го номинира за викарен епископ на Вроцлавската архиепархия и титулярен епископ на Нова Сина. Приема епископско посвещение (хиротония) на 5 ноември от ръката на кардинал Хенрик Гулбинович, вроцлавски архиепископ, в съслужие с Юзеф Михалик, гожовски епископ и Тадеуш Рибак, титулярен епископ на Бенепота. На 24 февруари 2004 година папата го номинира за епископ на новосъздадената Бидгошчка епархия. Приема канонично епархията и влиза тържествено в Бидгошчката катедрала като епископ на 28 март.